# Gonario
Gonario  è un nome proprio di persona italiano maschile.

## Varianti
- Maschili: Gonnario
- Femminili: Gonaria[1][2]

## Origine e diffusione
Nome di scarsissima diffusione, tipico della Sardegna e in particolare della provincia di Nuoro. È la continuazione di un nome medievale, portato da diverse personalità dei giudicati di Torres e Arborea e attestato in forme quali Gonario e Gunnari. La sua etimologia è dubbia; potrebbe avere origini lusitane, oppure essere correlato al nome scandinavo Gunnar; l'ipotesi che lo ricondurrebbe al greco bizantino gunnarios ("mercante di pellicce") è, invece, poco convincente.
In parte può anche riflettere il culto per la Nostra Signora di Gonare, un titolo con cui la Madonna è venerata presso Orani e Sarule, sul monte Gonare (il quale prende il nome da Gonario II di Torres).

## Onomastico
Il nome è portato dal beato Gonario II di Torres, ricordato il giorno 19 luglio.

## Persone

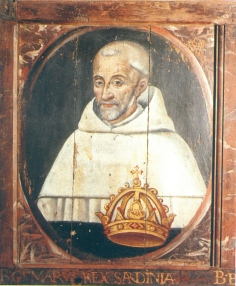
Gonario II di Torres

- Gonario II di Torres, giudice del Giudicato di Torres
- Gonario Nieddu, politico italiano
- Gonario Pinna, avvocato, saggista e scrittore italiano

### Variante Gonnario
- Gonnario Comita de Lacon-Gunale, giudice del Regno di Arborea
- Gonnario II de Lacon-Serra, giudice del Regno di Arborea

## Il nome nelle arti
- Gonario è il nome del protagonista della favola Lo Spaventapasseri, parte della raccolta Favole al telefono di Gianni Rodari.
- Gonnario è il nome del protagonista della canzone Albarabbere di Giuseppe Masia.